# Darnell Furlong
Darnell Anthony Furlong (Luton, 31 ottobre 1995) è un calciatore inglese, difensore del West Bromwich.

## Biografia
Suo padre Paul è stato a sua volta un calciatore professionista; ha anche giocato per alcuni anni con il QPR, club in cui Darnell ha esordito tra i professionisti.

## Carriera
Cresciuto nel settore giovanile del QPR, ha esordito in prima squadra il 21 febbraio 2015, nella partita di Premier League persa per 2-1 contro l'Hull City. L'11 settembre 2015 passa al Northampton Town, con cui resta per due mesi. Il 5 gennaio 2016 viene ceduto, sempre a titolo temporaneo, al Cambridge United, rimanendo fino al termine della stagione. Il 12 agosto si trasferisce allo Swindon Town, venendo poi richiamato dal QPR nel successivo mese di gennaio. Il 3 agosto 2018 prolunga con gli Hoops fino al 2021.
Il 23 luglio 2019 viene acquistato dal West Bromwich per 750.000 euro. Il giocatore firma un contratto quadriennale, valido fino al 30 giugno 2023.

## Statistiche

### Presenze e reti nei club
Statistiche aggiornate al 30 novembre 2024.
| Stagione             | Squadra              | Campionato           | Campionato | Campionato | Coppe nazionali | Coppe nazionali | Coppe nazionali | Coppe continentali | Coppe continentali | Coppe continentali | Altre coppe | Altre coppe | Altre coppe | Totale | Totale | Totale |
| Stagione             | Squadra              | Comp                 | Pres       | Reti       | Comp            | Pres            | Reti            | Comp               | Pres               | Reti               | Comp        | Pres        | Reti        | Pres   | Reti   |        |
| -------------------- | -------------------- | -------------------- | ---------- | ---------- | --------------- | --------------- | --------------- | ------------------ | ------------------ | ------------------ | ----------- | ----------- | ----------- | ------ | ------ | ------ |
| 2014-2015            | QPR                  | PL                   | 3          | 0          | FACup+CdL       | 0+0             | 0+0             | -                  | -                  | -                  | -           | -           | -           | 3      | 0      |        |
| ago.-set. 2015       | QPR                  | FLC                  | 0          | 0          | FACup+CdL       | 0+1             | 0+0             | -                  | -                  | -                  | -           | -           | -           | 1      | 0      |        |
| set.-nov. 2015       | Northampton Town     | FL2                  | 10         | 0          | FACup+CdL       | 0+0             | 0+0             | -                  | -                  | -                  | EFLT        | 1           | 0           | 11     | 0      |        |
| gen.-giu. 2016       | Cambridge Utd        | FL2                  | 21         | 0          | FACup+CdL       | -               | -               | -                  | -                  | -                  | EFLT        | -           | -           | 21     | 0      |        |
| 2016-gen. 2017       | Swindon Town         | FL2                  | 24         | 2          | FACup+CdL       | 1+0             | 0+0             | -                  | -                  | -                  | EFLT        | 3           | 0           | 28     | 2      |        |
| gen.-giu. 2017       | QPR                  | FLC                  | 14         | 0          | FACup+CdL       | 0+1             | 0+0             | -                  | -                  | -                  | -           | -           | -           | 15     | 0      |        |
| 2017-2018            | QPR                  | FLC                  | 22         | 0          | FACup+CdL       | 0+2             | 0+1             | -                  | -                  | -                  | -           | -           | -           | 24     | 1      |        |
| 2018-2019            | QPR                  | FLC                  | 25         | 1          | FACup+CdL       | 4+0             | 0+0             | -                  | -                  | -                  | -           | -           | -           | 29     | 1      |        |
| Totale QPR           | Totale QPR           | Totale QPR           | 64         | 1          |                 | 8               | 1               |                    | -                  | -                  |             | -           | -           | 72     | 2      |        |
| 2019-2020            | West Bromwich        | FLC                  | 31         | 2          | FACup+CdL       | 1+1             | 0+0             | -                  | -                  | -                  | -           | -           | -           | 33     | 2      |        |
| 2020-2021            | West Bromwich        | PL                   | 35         | 1          | FACup+CdL       | 1+0             | 0+0             | -                  | -                  | -                  | -           | -           | -           | 36     | 1      |        |
| 2021-2022            | West Bromwich        | FLC                  | 41         | 0          | FACup+CdL       | 1+0             | 0+0             | -                  | -                  | -                  | -           | -           | -           | 42     | 0      |        |
| 2022-2023            | West Bromwich        | FLC                  | 40         | 2          | FACup+CdL       | 1+0             | 0+0             | -                  | -                  | -                  | -           | -           | -           | 41     | 2      |        |
| 2023-2024            | West Bromwich        | FLC                  | 46+2       | 5          | FACup+CdL       | 1+0             | 0+0             | -                  | -                  | -                  | -           | -           | -           | 49     | 5      |        |
| 2024-2025            | West Bromwich        | FLC                  | 17         | 0          | FACup+CdL       | -               | -               | -                  | -                  | -                  | -           | -           | -           | 17     | 0      |        |
| Totale West Bromwich | Totale West Bromwich | Totale West Bromwich | 210+2      | 10         |                 | 6               | 0               |                    | -                  | -                  |             | -           | -           | 218    | 10     |        |
| Totale carriera      | Totale carriera      | Totale carriera      | 329+2      | 13         |                 | 15              | 1               |                    | -                  | -                  |             | 4           | 0           | 350    | 14     |        |